# Санта-Криштина (Мезан-Фриу)
Санта-Криштина (порт. Santa Cristina) — район (фрегезия) в Португалии, входит в округ Вила-Реал. Является составной частью муниципалитета Мезан-Фриу. По старому административному делению входил в провинцию Траз-уж-Монтиш и Алту-Дору. Входит в экономико-статистический субрегион Доуру, который входит в Северный регион. Население составляет 821 человек на 2001 год. Занимает площадь 6,41 км².

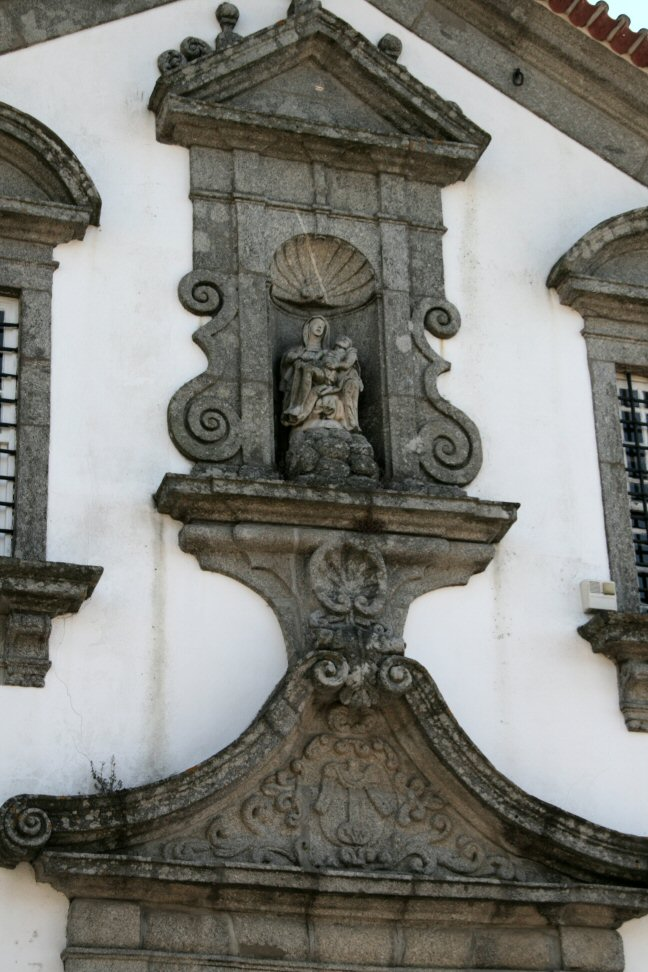
Собор